# Florence de Worcester
Florence de Worcester († 7 de julio de 1118)  fue un monje benedictino y cronista de Worcester en Inglaterra. Durante mucho tiempo, Florence de Worcester fue considerado el autor de sección anterior a 1118 del Chronicon ex chronicis (Crónica de Crónicas), debido al obituario de ese año que lo elogiaba por su notable obra. Sin embargo, esta hipótesis ha sido invalidada, ya que, por un lado, no hay diferencia en el estilo de escritura entre la crónica anterior y posterior a su muerte; y por otro lado, gran parte de los anales de los años anteriores a su muerte, procedentes de la Historia novorum de Eadmer, no se publicaron hasta 1122. Florence probablemente desempeñó un papel en la redacción de esta crónica, pero hoy se desconoce cuál.